# Laßnitz (Gemeinde Metnitz)

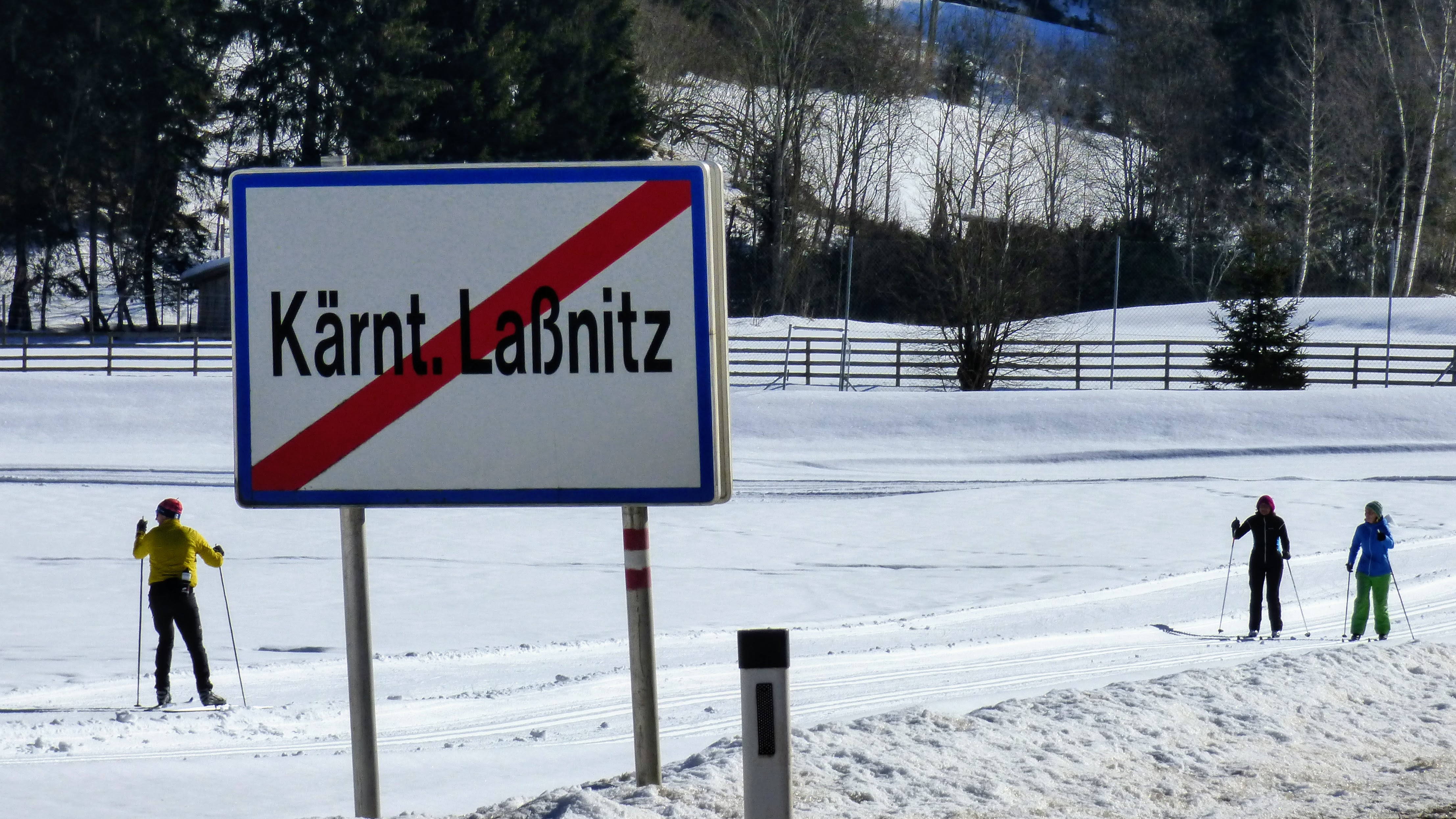
Ortstafel und Langläufer, Kärntnerisch Laßnitz

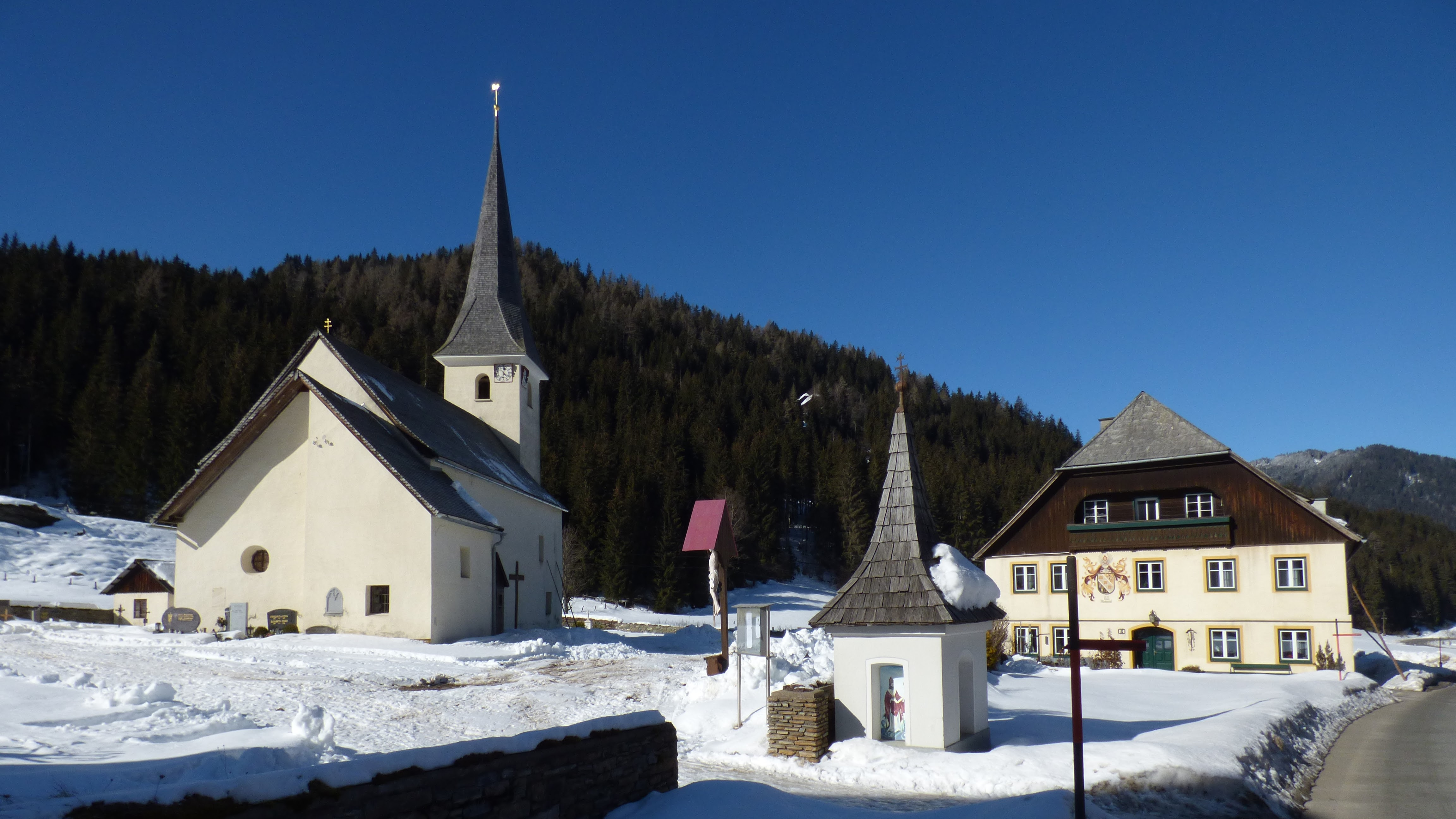
Kärntnerisch Laßnitz, Kirche

Laßnitz (oft auch Kärntnerisch Laßnitz, um es vom benachbarten Steirisch Laßnitz zu unterscheiden) ist eine Ortschaft in der Kärntner Marktgemeinde Metnitz mit 69 Einwohnern (Stand 1. Jänner 2024). Die Ortschaft liegt zur Gänze auf dem Gebiet der Katastralgemeinde Metnitz Land.

## Lage
Die Ortschaft liegt am nördlichen Rand der Gemeinde Metnitz, an der Nordseite der Metnitzer Berge. Sie ist die nördlichste Ortschaft im Bezirk Sankt Veit an der Glan, und nur von der Steiermark aus erreichbar, was vom Gemeindehauptort Metnitz einer Fahrstrecke von knapp 20 Kilometern entspricht.

## Geschichte
Auf dem Gebiet der Katastralgemeinde Metnitzthal (heute: Metnitz Land) liegend, gehörte der Ort Laßnitz in der ersten Hälfte des 19. Jahrhunderts zum Steuerbezirk Grades. Seit Gründung der Ortsgemeinden Mitte des 19. Jahrhunderts ist Laßnitz ein Teil der Gemeinde Metnitz.

## Bevölkerungsentwicklung
Für die Ortschaft zählte man folgende Einwohnerzahlen:
- 1869: 13 Häuser, 57 Einwohner[2]
- 1880: 14 Häuser, 61 Einwohner[3]
- 1890: 13 Häuser, 60 Einwohner[4]
- 1900: 14 Häuser, 72 Einwohner[5]
- 1910: 14 Häuser, 55 Einwohner[6]
- 1961: 14 Häuser, 63 Einwohner[7]
- 2001: 20 Gebäude, 72 Einwohner[8]
- 2011: 23 Gebäude, 57 Einwohner[9]
- 2021: 30 Gebäude, 68 Einwohner, 28 Haushalte, 3 Arbeitsstätten[10]

## Ortschaftsbestandteile
Vorübergehend wurde innerhalb der Ortschaft amtlich zwischen dem Weiler bei der Kirche und der abseits liegenden Streusiedlung unterschieden:

### Weiler
Für den Weiler wurden 1910 4 Häuser und 18 Einwohner angegeben.

### Streusiedlung
Für die zerstreuten Häuser wurden 1910 10 Häuser und 37 Einwohner angegeben.